# Победное (Гомельская область)
Победное (бел. Пабедная; до 30 июля 1964 года — Старый Фольварк, второе название — Подворок) — деревня в Лельчицком районе Гомельской области Республики Беларусь. В составе Лельчицкого сельсовета.

## География

### Расположение
В 5 км на север от Лельчиц, 70 км от железнодорожной станции Ельск (на линии Калинковичи — Овруч), 210 км от Гомеля.

### Гидрография
Кругом мелиоративные каналы, соединённые с рекой Уборть (приток реки Припять).

## Транспортная сеть
Рядом автодорога Лельчицы — Мозырь. Планировка состоит из прямолинейной широтной улицы, застроенной двусторонне деревянными домами усадебного типа.

## История
Согласно письменным источникам известна с XIX века как селение в Лельчицкой волости Мозырского уезда Минской губернии. В 1879 году обозначена в числе селений Лельчицкого церковного прихода.
В 1929 году организован колхоз. Во время Великой Отечественной войны в феврале 1943 года оперативная группа, направленная в Лельчицкий район центральным штабом партизанского движения, сформировала около деревни 1-е Молдавское партизанское соединение, которое летом 1943 года передислоцировано в Молдавию. В память о этом событии в 1972 году в 1 км на запад от деревни, около шоссе Лельчицы — Мозырь, поставлена стела. В апреле 1943 года оккупанты сожгли деревню и убили 7 жителей. Согласно переписи 1959 года в составе экспериментальной базы «Уборть» (центр — деревня Липляны), располагались начальная школа, клуб.

## Население

### Численность
- 2024 год — 159 жителей

### Динамика
- 1908 год — 17 дворов, 72 жителя.
- 1917 год — 32 двора, 193 жителя.
- 1925 год — 41 двор.
- 1940 год — 54 двора, 274 жителя.
- 1959 год — 338 жителей (согласно переписи).
- 2004 год — 92 хозяйства, 244 жителя.
- 2024 год — 159 жителей

## Достопримечательность
- Стела погибшим воинам-землякам
- Стела I Молдавского соединения

## Известные уроженцы
- Д. И. Марковский — генерал-майор.